# هیچکس شما را نجات نخواهد داد (فیلم ۲۰۲۳)
هیچ کس تو را نجات نخواهد داد یک فیلم آمریکایی علمی تخیلی ترسناک محصول سال ۲۰۲۳ به نویسندگی، کارگردانی و تهیه‌کنندگی برایان دافیلد و با بازیگری کیتلین دوور است.  این فیلم در میان ویژگی‌ها به دلیل داشتن تنها یک خط دیالوگ در ۹۳ دقیقه زمان غیرمعمول است. این فیلم در ۱۹ سپتامبر ۲۰۲۳ در سینماها اکران شد و توسط استودیو قرن بیستم به عنوان فیلم اصلی هولو در ایالات متحده و در دیزنی برای سرویس‌هایی در سطح بین المللی در ۲۲ سپتامبر پخش شده است.

## داستان(اسپویل)
برین یک خیاط است که هنوز در خانه کودکی خود زندگی می کند و در غم از دست دادن مادرش سوگوار است.  به نظر می رسد یک رویداد گذشته کل شهر را علیه برین برگردانده است، بنابراین او یک زندگی مضطرب، انفرادی و گوشه گیر را پیش می برد.  او در حال نوشتن نامه ای به بهترین دوستش، ماد، می گوید که دلش برای او تنگ شده و متاسفم.  او با ساختن یک شهر نمونه در اتاق نشیمن و پختن غذاهای غذا با تنهایی خود کنار می آید.  یک شب او از خواب بیدار می شود تا یک مزاحم را در خانه اش کشف کند و به سرعت متوجه می شود که مزاحم یک انسان نما است بیگانه.  براین تلاش می کند تا فرار کند اما توسط متجاوز تحت تعقیب قرار می گیرد.  وقتی بیگانه از تله‌کینزی برای تحت سلطه‌ی او استفاده می‌کند، برین به‌طور تصادفی با تکه‌های شکسته برج ناقوس مدرسه شهر نمونه‌اش به سرش ضربه می‌زند و باعث رها شدن برین می‌شود.
برین متوجه می شود که تمام وسایل الکترونیکی پس از نفوذ بیگانگان بی فایده شده اند.  او قبل از اینکه با دوچرخه اش به شهر برود، ماشین و جسد بیگانه را رها می کند.  همانطور که او به سمت ایستگاه پلیس می رود، از خانه غارت شده همسایه و یک ون پست واژگون شده عبور می کند و متوجه چند دایره کوچک در چمن می شود که به نظر می رسد نقاط فرود هستند.  در ایستگاه، برین به طور غیرمنتظره ای با والدین ماد که اتفاقاً رئیس پلیس و همسرش هستند، برخورد می کند.  مادر ماد با تحقیر به برین نگاه می کند، تف به صورت او می اندازد و از ایستگاه خارج می شود.  براین تصمیم می گیرد فرار کند، اما در حالی که سوار اتوبوسی است که شهر را ترک می کند، برخی از مسافران سعی می کنند او را مهار کنند، همه آنها توسط بیگانگان دیگر عروسک خیمه شب بازی می شوند اما او می تواند فرار کند.  او با یک کلیسای متروک روبرو می شود که در آنجا قبر ماد را می بینیم و می بینیم که او در 12 سالگی مرده است. سپس گروهی از مردم را می بیند که به نظر می رسد تحت کنترل موجودات کوچک شاخک هایی هستند که به وضوح زیر پوست گلویشان می لغزند.
برین به خانه می دود و تصمیم می گیرد که محوطه را مستحکم کند تا در صورت بازگشت بیگانگان از آنها دور نگه دارد.  آن شب، یک نور درخشان جسد بیگانه را از خانه اش بیرون می برد و براین مجبور می شود دو موجود دیگر را دفع کند.  به نظر می رسد بیگانه بزرگتر در مورد براین بسیار کنجکاو است و به او نگاه می کند که گویی او یک ناهنجاری است.  قیچی‌ای که برین به‌عنوان سلاح در دست دارد، به راحتی با تله‌کینز از دست او بیرون می‌آید، اما او ناامیدانه عکس او و ماد را در کودکی نگه می‌دارد.  این موجود در نهایت می تواند آن را از دستان خود بیرون بکشد و به برین و عکس خیره شده است که به نظر می رسد سردرگم است.  پس از یک دعوای متناوب با یک بیگانه کوچکتر، برین آن را از داخل کمد لباسی که دسته آن شکسته است می اندازد و در کمد لباس را روی سرش می کوبد.
برین از خانه اش فرار می کند اما توسط مردی که توسط بیگانگان کنترل می شود دستگیر می شود و به سمت تیر تراکتور بشقاب پرنده می کشد.  با این حال، درست زمانی که او در شرف بزرگ شدن است، مرد را با لگد به تیر تراکتور می زند و فرار می کند.  بیگانه سوم و بسیار بزرگتر ساقه می زند و به برین حمله می کند و در نهایت از خانه او بالا می رود تا او را بگیرد.  او آن را به استیشن واگن خود هدایت می کند، جایی که اعضای بلندش در کابین ناآشنا گیر می افتند.  یکی از پاهای آن مخزن گاز را سوراخ می کند که برین مشتعل می شود.  بشقاب پرنده شعله های آتش را با پرتو خاموش می کند اما موجود در آتش می سوزد.
پس از دویدن به خانه‌اش، همان بیگانه‌ای که قبلاً با او تعامل داشت، به اتاقی می‌رود که براین نامه‌هایی به ماد و همه عکس‌هایشان را با هم ارسال کرده است.  باز هم، با کنجکاوی از میان آنها نگاه می کند، زمانی که براین سعی می کند حمله کند و او را از طریق تله سینتیک از دیواری پرتاب می کند که در آنجا با پرتو قرمزی مهار شده است.  بیگانه یک موجود شاخکدار را به پرواز در می آورد و به زور وارد دهان برین می شود.  برین بلافاصله دچار توهم شدید می شود که در آن خانه اش آسیبی ندیده است و بهترین دوستش، ماود، هنوز زنده است، اما او از توهم خود رها شده و موجود شاخک دار را از دهانش می کند.  بیگانه یک بشقاب پرنده را احضار می کند و آن موجود شاخکدار را به پرواز در می آورد و باعث می شود که بدن او به سرعت دو برابر برین رشد کند. برین-دوبرابر برین واقعی را به جنگل تعقیب می کند، جایی که برین را می گیرد و او را با چاقو می زند، اما او آن را با جعبه شکن می کشد و به جاده ای متروک می گریزد.  در آنجا او قبل از مکیده شدن در بشقاب پرنده با یک بیگانه بزرگ روبرو می شود.  در داخل، برین روانی توسط گروهی از بیگانگان انسان‌نما تحت کاوش قرار می‌گیرد و او را مجبور می‌کند رویدادی را که کل شهرش را علیه او تبدیل کرد، به خاطر بیاورد.  در حین مشاجره در یک مزرعه، برین توسط ماد به زمین کوبیده می شود و او با سنگ به سر ماد می زند و او را می کشد.  بیگانگان با یکدیگر گفتگو می کنند و براین را بدون وجود یک موجود شاخک دار که افکار و اعمال او را کنترل می کند به زمین باز می گرداند.
مدتی بعد، براین در خانه سالم خود زندگی می کند.  همه ساکنان دیگر شهر او اکنون به وضوح تحت کنترل بیگانگان هستند و با این حال، در یک تغییر آشکار از زندگی برین قبل از حمله، مردم شهر کاملاً با او همسایه هستند.

## بازیگران
- کیتلین دوور در نقش برین
- الیزابت کالوف در نقش برین جوان
- زک دوهام به عنوان پستچی
- لورن ال موری در نقش مادر برین
- جرالدین سینگر در نقش خانم کالینز
- دین رودز به عنوان رئیس پلیس کالینز
- دنیل ریگامر در نقش آقای مک کری
- داری لین گریفین در نقش ماد
- اونجلین رز در نقش ماد جوان

## تولید
هیچ کس تو را نجات نخواهد داد در مشخصات توسط برایان دافیلد در سال ۲۰۱۹ نوشته شد. در آوریل ۲۰۲۱ گزارش شد.  که استودیو قرن بیستم فیلمنامه را با دافیلد به دست آورده بود که کارگردانی آن را نیز برعهده داشت.  علاوه بر این کیتلین دوور 
به ستاره متصل شد. با بودجه تخمینی (قبل از مشوق های مالیاتی) ۲۲.۸ میلیون دلار، عکاسی اصلی از آوریل تا ژوئن ۲۰۲۲ در نیواورلئان انجام شد.  جلوه های بصری توسط دی ان ای جی ارائه شد. جوزف تراپانی آهنگ را ساخته است.

## آزادی
«هیچ‌کس تو را نجات نخواهد داد» در ۱۹ سپتامبر ۲۰۲۳ در سینماهای نیویورک و لس‌آنجلس نمایش داده شد، و متعاقباً توسط استودیو قرن بیستم به عنوان فیلم اصلی هولو در ۲۲ سپتامبر در ایالات متحده اکران شد. اولین نمایش آن در ستاره پلاس در آمریکای لاتین و دیزنی در سایر مناطق در همان روز انجام شد.

## پذیرایی
هیچ کس تو را نجات نخواهد داد ژانر سرگرم‌کننده‌تری را از نویسنده و کارگردان برایان دافیلد ارائه می‌کند -- و ثابت می‌کند که کیتلین دیور این کار را نمی‌کند.  برای فرمان دادن به صفحه به دیالوگ زیادی نیاز است.این فیلم در متاکریتیک که از میانگین وزنی استفاده می‌کند، بر اساس نظر ۱۴ منتقدین امتیاز ۶۵ از ۱۰۰ را کسب کرده که نشان‌گر «نقدهای عموماً مطلوب» است.